# Clematis marata
Clematis marata là một loài thực vật có hoa trong họ Mao lương. Loài này được Armstr. mô tả khoa học đầu tiên năm 1881.